# Melanochaeta grandipunctata
Melanochaeta grandipunctata är en tvåvingeart som beskrevs av Yang 1990. Melanochaeta grandipunctata ingår i släktet Melanochaeta och familjen fritflugor. Inga underarter finns listade i Catalogue of Life.